# Philodromus fuscomarginatus
Philodromus fuscomarginatus este o specie de păianjeni din genul Philodromus, familia Philodromidae. A fost descrisă pentru prima dată de De Geer, 1778. Conform Catalogue of Life specia Philodromus fuscomarginatus nu are subspecii cunoscute.